# Gothard (Jičínská pahorkatina)
Gothard (357 m n. m.), též Svatý Gothard, dříve psáno Gotthard, je vrch v okrese Jičín Královéhradeckého kraje, ležící při jihovýchodním okraji města Hořice, na příslušném katastrálním území a území vsi Doubrava.

## Popis vrchu

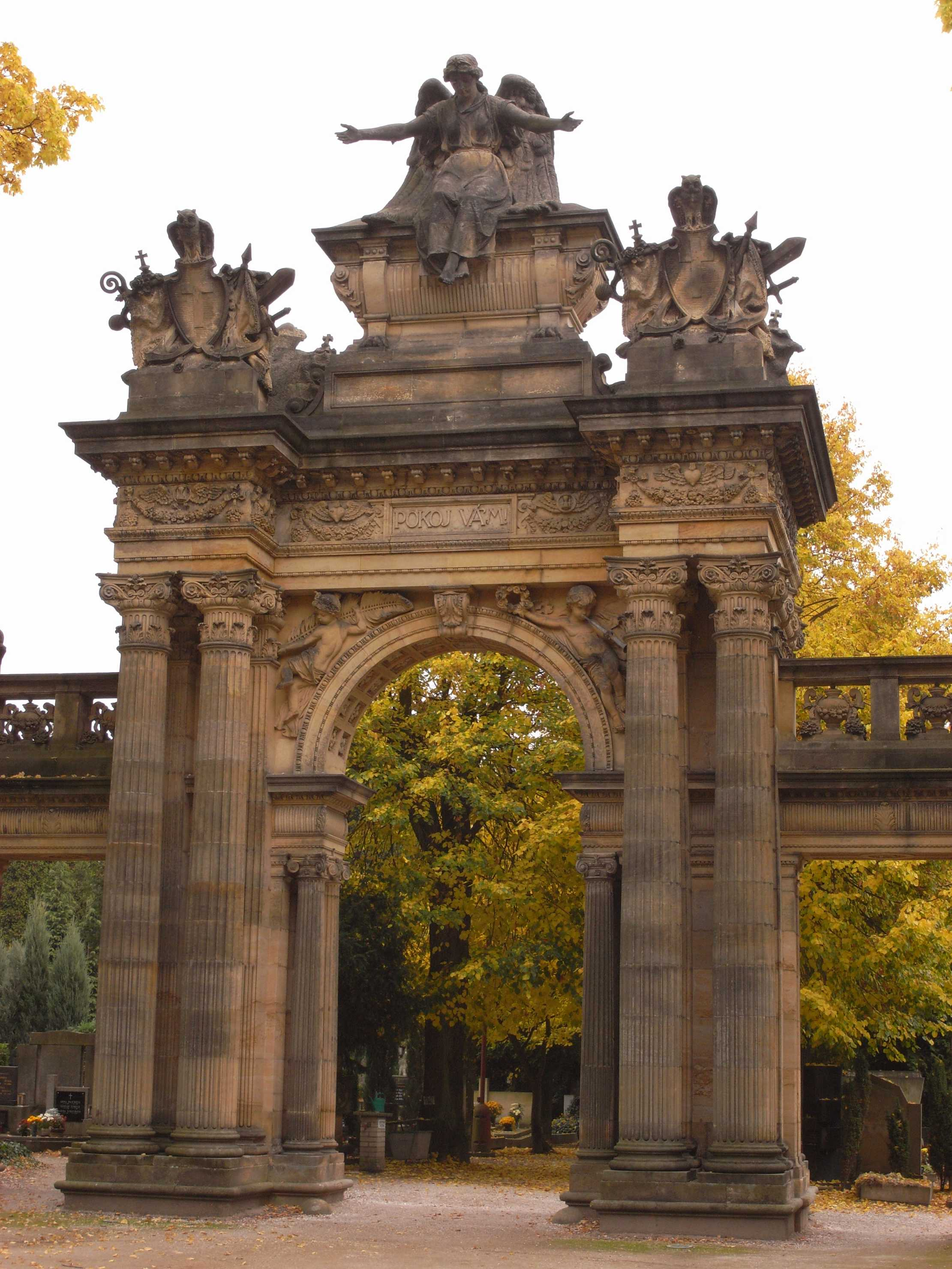
Monumentální hřbitovní portál

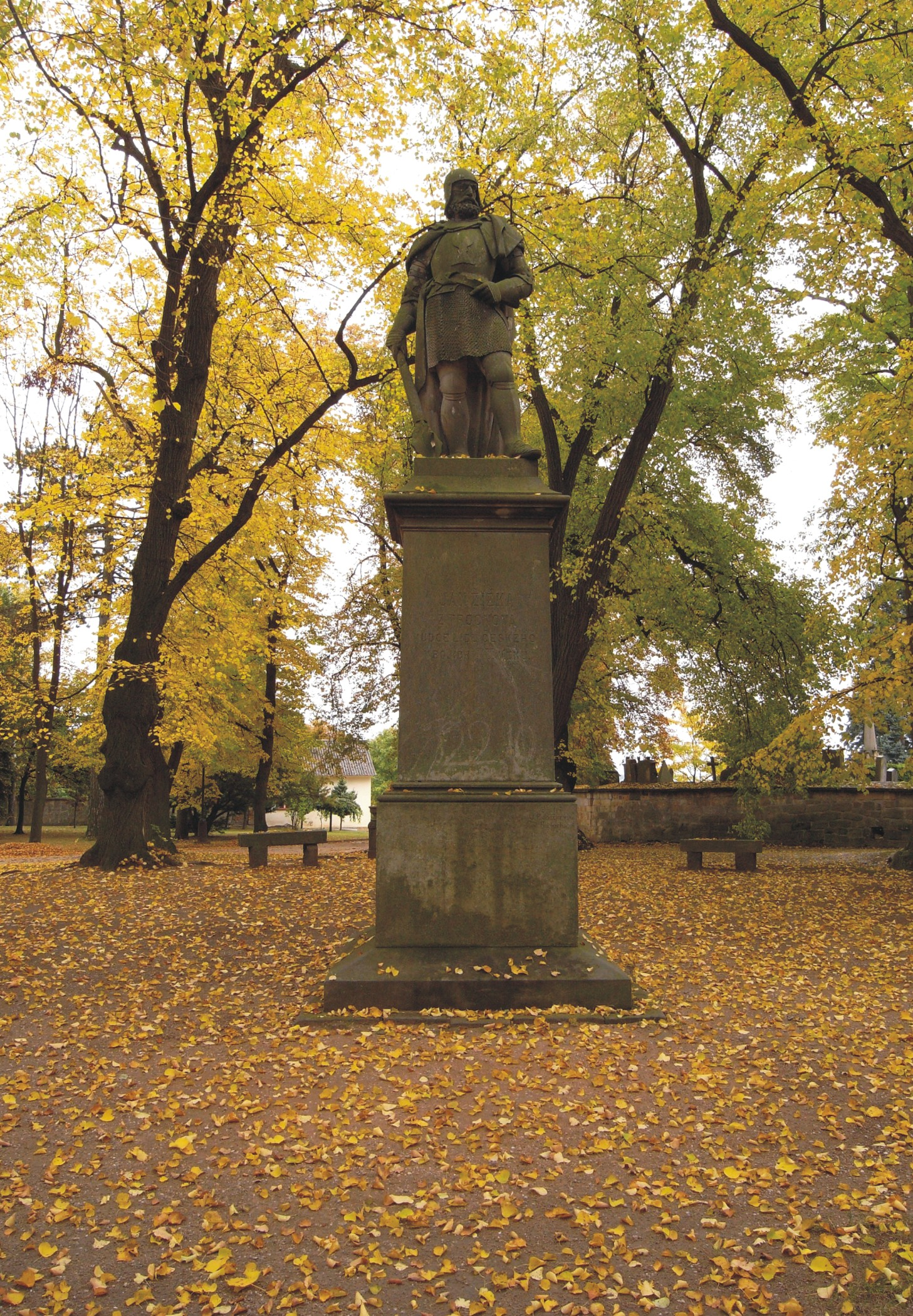
Pomník Jana Žižky z Trocnova

Je to svědecký vrch z turonských slínovců s plošinou staropleistocenní terasy Bystřice, tekoucí v antecedentním průlomovém údolí při severovýchodním úpatí elevace. Vrch je parkově upraven. V severovýchodní části je opuštěná pískovna. Na plošině je barokní kostel při starém hřbitovu a sochařská galerie. Místy jsou obytné domy. Je to výhledové místo.

## Historie osídlení
Ve 12. století zde strahovští premonstráti založili kostel svatého Gotharda, který dal název celému návrší. Kostel byl v 18. století barokně přestavěn do dnešní podoby. Kolem kostela je starý (zádušní) hřbitov. Poblíž kostela stávala i tvrz, o níž není nic bližšího známo.
První písemná zmínka o Gothardu je z doby husitských válek, z roku 1423, kdy zde byla svedena bitva u Hořic mezi polními vojsky Jana Žižky z Trocnova a oddíly opoziční kališnické šlechty, vedenými Čeňkem z Vartenberka. V roce 1873 byl na místě někdejší tvrze odhalen první pomník Jana Žižky z Trocnova, dílo sochaře Pavla Jiříčka a Josef Jiříčka.

## Využití
Parčík pod bývalým tvrzištěm bývá nazýván Janderovy sady, na počest hořického rodáka, univerzitního profesora Josefa Ladislava Jandery.
Vedle starého hřbitova byl na vrchu Gothardu roku 1889 založen Nový hřbitov, kterému vévodí monumentální hřbitovní portál, jehož stavba trvala 14 let (1893–1907) a který je vysoký 13,5 m. V roce 1957 tam byla pohřbena i mariánská vizionářka Kristina Ringlová ze Suchého Dolu (oddíl VI, hrob č.242).
Riegrův obelisk, unikátní pískovcový monolit dlouhý 12,4 m a vážící 34 tun, byl vylomen roku 1903 v lomu v Podhorním Újezdu a vztyčen roku 1906.
Na západním úbočí Gothardu se nachází Galerie plastik a Sochařský park U Svatého Gotharda, přírodní galerie kamenných plastik z mezinárodních sochařských symposií, konaných od roku 1966.

## Geomorfologické zařazení
Vrch náleží do celku Jičínská pahorkatina, podcelku Bělohradská pahorkatina, okrsku Hořický hřbet a podokrsku Hořický chlum.

## Přístup
Přístup je velmi jednoduchý, jak pěší, tak i motoristický až na vrchol. Přes západní část vrchu vede červená turistická stezka.